# Rüeggisberg

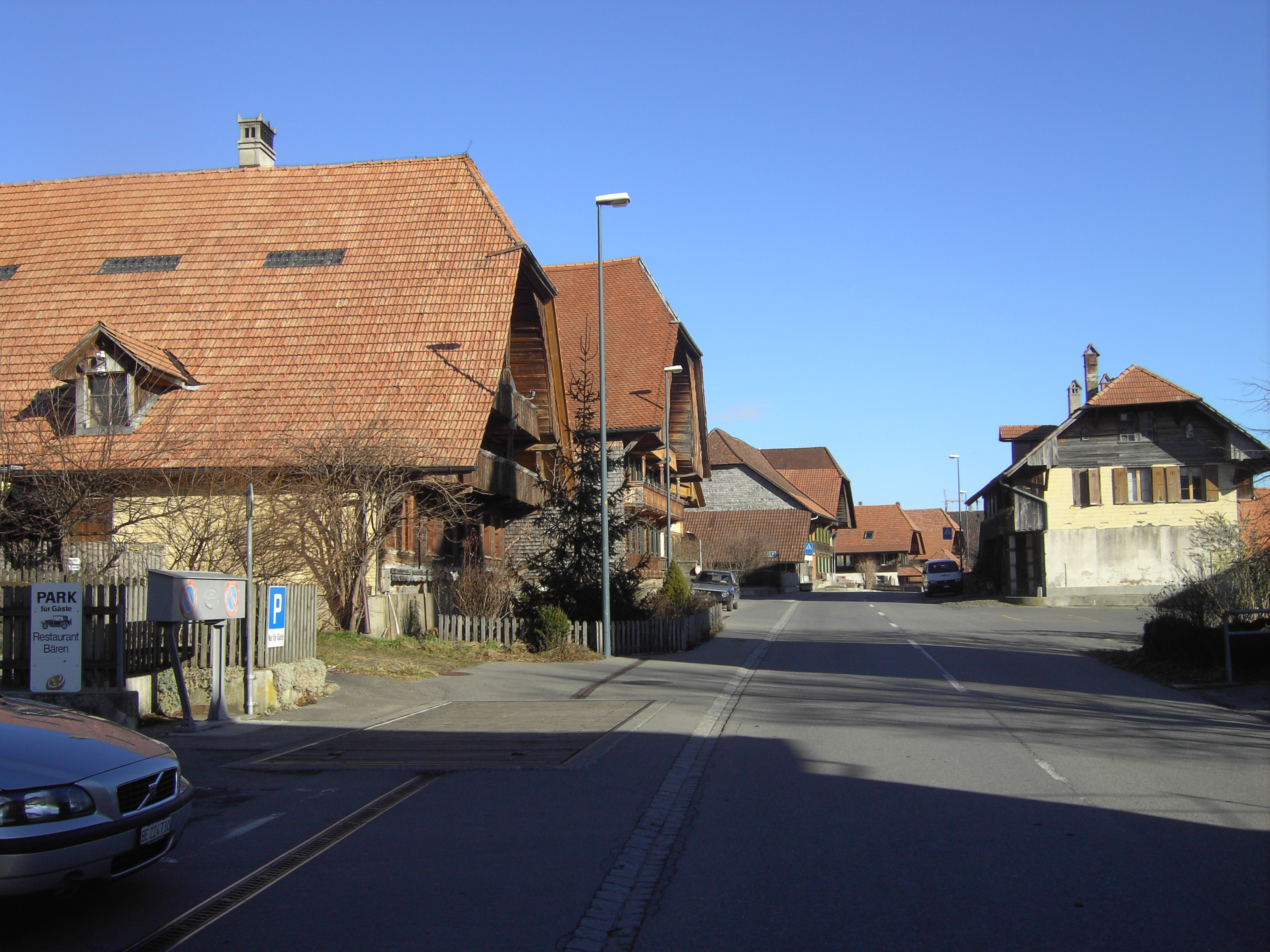
Rüeggisberg

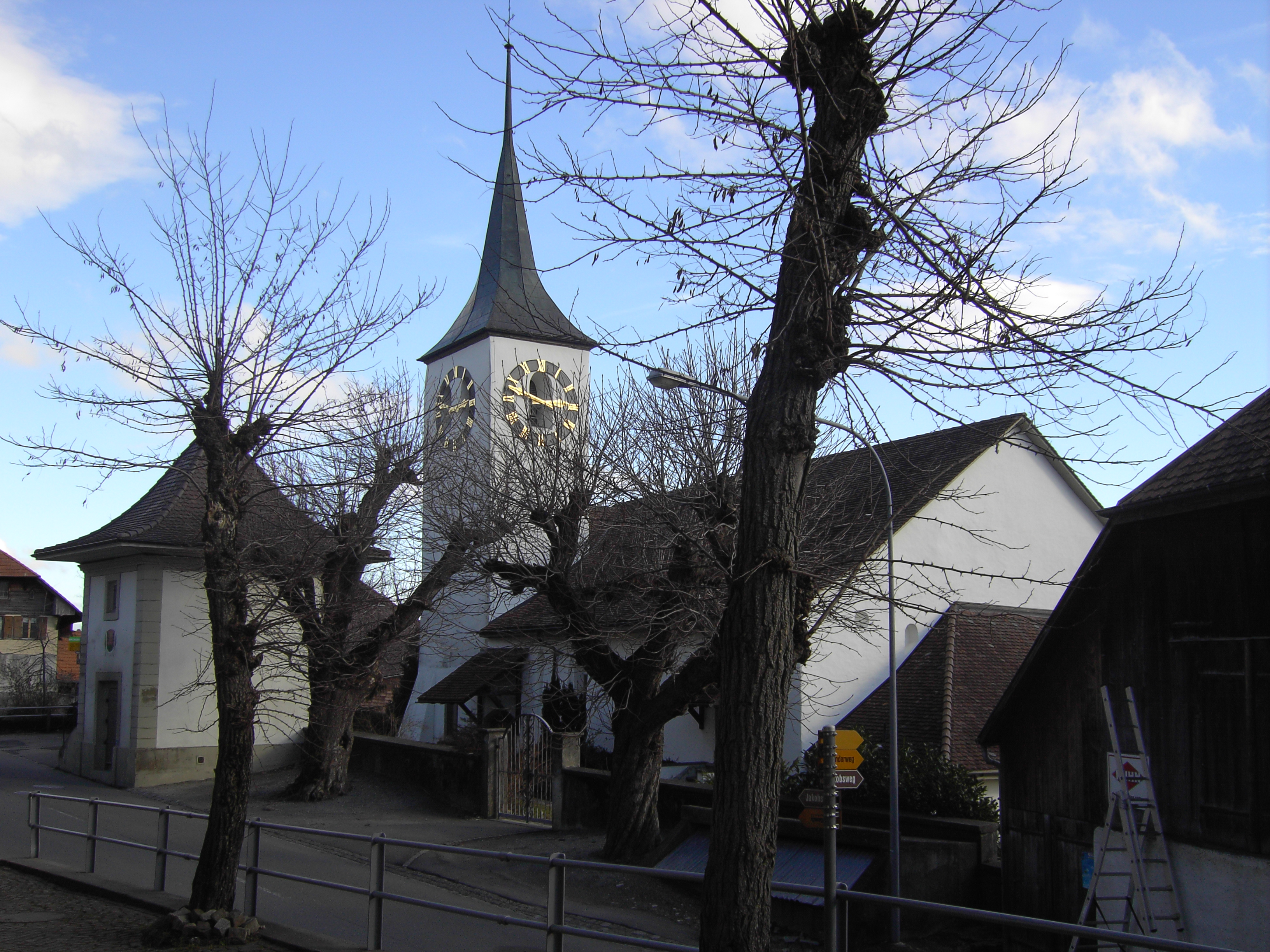
Giáo đường

Rüeggisberg là một đô thị trong huyện Bern-Mittelland, bang Bern, Thụy Sĩ. Đô thị này có diện tích 35,81 km2, dân số thời điểm tháng 12 năm 2020 là 1765 người.